# Natalimyza milleri
Natalimyza milleri är en tvåvingeart som beskrevs av Barraclough och Mcalpine 2006. Natalimyza milleri ingår i släktet Natalimyza och familjen Natalimyzidae. Inga underarter finns listade i Catalogue of Life.